# 航空大亨online
《航空大亨online》是一款经营模拟游戏，適用於iPhone、iPad及任何Android裝置，本游戏可以让玩家建立自己的航空公司。游戏以回合制的方式進行，每回合兩個小時。透過本遊戲可以與同一个服务器世界各地的玩家進行互動，在詳細的統計數據支援下，建立及管理全球的航班，包括客運及貨運，甚至是機場以及附屬營利設施。遊戲需要以WiFi或行動數據連接網際網路進行。

航空大亨Online游戏界面（简体中文）

遊戲時間設定為公元1960年至2020年，公元1969年12月前真實時間每一小時為遊戲中的一個月，公元1970年1月後真實時間每兩小時相等於遊戲內的一個月（即一個回合）。

## 基本功能介紹
- 每次進入伺服器擁有20C幣(付費版50C幣)，資本額視登錄年代之總平均資產而定
- 申請航額每次需15分鐘，單次申請上限為20個
- 付運飛機每次需30分鐘，單次购买上限10架，租购为5架
- 每架飛機壽命20年
- 一座城市的空閒航額至多擁有100個

## 续作
官方在Android和iOS推出了续作《航空大亨online 2》。游戏玩法基本相同，但新增(更改)了部分内容：
1. 更改遊戲回合時間(1960.01~2030.01為一回合二小時)
2. 更改飛機付運及航額申請數量與時間
3. 更改可租賃的機型(如：波音727-100、747-100、757-200；麥道DC-8-61、DC-9-10...)
4. 更改附加功能之使用制度
5. 更改財務報表內容&單位
6. 更改獎勵制度
7. 更改空閒航額最大值(100→50)
8. 增加可使用的飛機餐
9. 增加可使用的製造商(如：荷蘭福克公司；英國英國航太...)與機型(如：洛克希德L1049G；麥道DC-9-21、DC-10-40；福克F28、福克F70、福克F100...)
10. 將飛機、機場&地圖改為3D顯示
11. 新增"延遠"功能(飛機航程達9800km，且具"SO"標章即可加開)
12. 新增"稅"、"保險費"等財務支出
13. 新增"收購"功能(可收購退出玩家之公司)
14. 新增"任務"獎勵
15. 新增"模擬降落"(不論成功失敗，一回合限定2次。成功+1000K，失敗-100K)
16. 新增"空難事故"、"天氣異常"等突發狀況
17. 新增公司等級制度(與"稅"、"保險費"等財務支出、飛機付運及航額申請數量與時間...等相關)
18. 新增飛機"喜好度"功能
19. 新增機場(如:北韓平壤、南韓襄陽、木浦、大邱、澳洲凱恩斯......)

之後官方在android和ios推出第二續作航空大亨online 3 玩法還是跟上一代類似,但畫質有近一步改善
1. 更改航額單次申請數量提升至25
2. 更改樞紐概念,要在其他城市建立航線必須在主要城市建設總部
3. 更改機上服務,改為服務組別
4. 更改機場模型,機場變得更為寫實
5. 移除模擬飛行
6. 新增日夜交替
7. 新增飛機(如:波音747SP、波音707-320B、空中巴士A320neo、波音787-10...)
8. 新增機場(如:中國鄭州、石家莊...)